# ماکس فون گالویتس
ماکس کارل ویلهلم فون گالویتز (آلمانی: Max Karl Wilhelm Gallwitz; ۲ مهٔ ۱۸۵۲ – ۱۸ آوریل ۱۹۳۷) یک ارتشبد آلمانی بود که در جنگ جهانی اول در هر دو جبهه شرق و غرب خدمت کرد.

## زندگی‌نامه
گالویتز سال ۱۸۵۲ در شهر وروتسواف ناحیه سیلزی در خانواده‌ای کاتولیک به دنیا آمد. او در سال ۱۸۹۱ ازدواج نمود که ثمره آن یک دختر و یک پسر بود که پسرش بعدها در جنگ جهانی دوم از افسران ارتش آلمان شد.
درهنگام آغاز جنگ جهانی اول گالویتز فرمانده سپاه ذخیره گارد در غرب بود اما به سرعت به شرق منتقل شد تا در ارتش هشتم امپراتوری آلمان زیر فرمان پاول فون هیندنبورگ خدمت نماید. در سا ۱۹۱۵ فرماندهی ارتش دوازدهم امپراتوری آلمان به او سپرده شد و در آفند گالیسیا همراه با آگوست فون مکنزن که فرماندهی ارتش یازدهم امپراتوری آلمان را به عهده داشت شرکت نمود.
در اواخر سال ۱۹۱۵ فرماندهی ارتش یازدهم از مکنزن به گالویتز رسید و او در جبهه صربستان حضور داشت. در سال ۱۹۱۶ میلادی گالویتز به جبهه غرب فرستاده شد تا در نبرد سم شرکت کند. از ۱۹۱۶ تا ۱۹۱۸ او فرماندهی واحدهای گوناگونی را به عهده داشت که مهم‌ترین آن فرماندهی ارتش پنجم امپراتوری آلمان در نبرد با نیروهای آمریکایی در نبرد سنت میهیل بود.
پس از بازنشستگی از ارتش، گالویتز از ۱۹۲۰ تا ۱۹۲۴ به عنوان نماینده حزب خلق ملی آلمان نائب رئیس رایشتاگ جمهوری وایمار بود.

## نشان‌ها
- برای شایستگی ۲۴ ژوئیه ۱۹۱۴. برگ‌های بلوط در ۲۸ سپتامبر ۱۹۱۵ به این نشان افزوده شد.
- نشان افتخار عقاب سرخ
- نشان افتخار عقاب سیاه
- صلیب آهنین رده دو و رده یک